# الطريقي (السوادية)

تعديل مصدري - تعديل

الطريقي هي إحدى قرى عزلة ذاهبة بمديرية السوادية التابعة لمحافظة البيضاء، يبلغ تعداد سكانها 73 نسمة حسب تعداد اليمن لعام 2004.